# Kubaardervaart
De Kubaardervaart (Fries en officieel: Kûbaarder Feart) is een vaart die de Lathumervaart met de Bolswardertrekvaart nabij Wommels verbindt. Het kanaal stroomt langs Kubaard (waar het haar naam aan ontleent), De Grits en Zwarte Beien.